# معهد روزفلت
معهد روزفلت (بالإنجليزية: Roosevelt Institute) هي مؤسسة فكرية أمريكية ليبرالية. وفقًا للمنظمة، فهي موجودة «للمضي قدمًا في إرث وقيم فرانكلين وإليانور روزفلت من خلال تطوير أفكار تقدمية وقيادة جريئة في خدمة استعادة وعد أمريكا بتوفير الفرص للجميع.» يقع مقرها في مدينة نيويورك .

## وصلات خارجية
- الموقع الرسمي